# NGC 3977
NGC 3977 (również NGC 3980, PGC 37497 lub UGC 6909) – galaktyka spiralna (Sab), znajdująca się w gwiazdozbiorze Wielkiej Niedźwiedzicy. Jest to galaktyka z aktywnym jądrem typu LINER.
Odkrył ją William Herschel 14 kwietnia 1789 roku. 16 kwietnia 1885 roku obserwował ją też Lewis A. Swift, a ponieważ obliczona przez niego pozycja trochę różniła się od tej z obserwacji Herschela, uznał, że odkrył nowy obiekt. John Dreyer w swoim New General Catalogue skatalogował obserwację Herschela pod numerem NGC 3977, a Swifta – NGC 3980.
W galaktyce zaobserwowano supernowe SN 1946A i SN 2006gs.